# Barrydawsonita-(Y)
La barrydawsonita-(Y) és un mineral de la classe dels silicats, que pertany al grup de l'epistolita. Rep el nom pel professor John Barry Dawson (19 de juny de 1932 - 2 de febrer de 2013, Edimburg, Escòcia), un eminent petròleg britànic que va fer estudis innovadors sobre les roques poc saturades de silici de l'escorça i el mantell de la Terra. Va ser particularment conegut pel seu descobriment de l'únic volcà de carbonatita actiu del món.

## Característiques
La barrydawsonita-(Y) és un inosilicat de fórmula química Na1,5Y0,5CaSi₃O9H. Va ser aprovada com a espècie vàlida per l'Associació Mineralògica Internacional l'any 2014, i la primera publicació data del 2015. Cristal·litza en el sistema monoclínic.
L'exemplar que va servir per a determinar l'espècie, el que es coneix com a material tipus, es troba conservat a les col·leccions del Museu d'Història Natural de Londres, al Regne Unit, amb el número de catàleg BM 2014-50. El material cotipus es troba depositat a les col·leccions del Museu d'Història Natural del Comtat de Los Angeles, als Estats Units, amb el número de catàleg 64.

## Formació i jaciments
Va ser descoberta a North Red Wine Pluton, a la regió de Labrador, dins la província de Terranova i Labrador, al Canadà, on sol trobar-se associada a altres minerals com la steenstrupina-(Ce), l'arfvedsonita potàssica, la pectolita, la nefelina, el feldespat, l'eudialita, l'albita i altres minerals del grup de la britholita. Es tracta de l'únic indret de tot el planeta on ha estat descrita aquesta espècie mineral.